# Joseph Noel Paton
Joseph Noel Paton (Dunfermline, 13 dicembre 1821 – Edimburgo, 26 dicembre 1901) è stato un pittore scozzese.

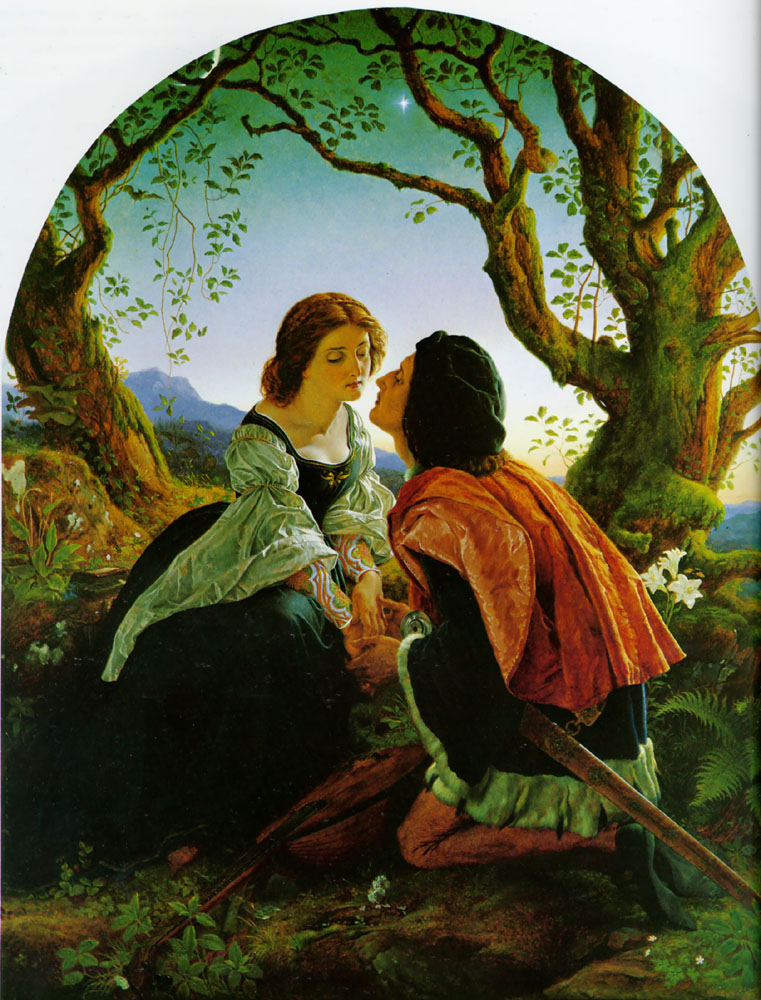
Hesperus (1857).

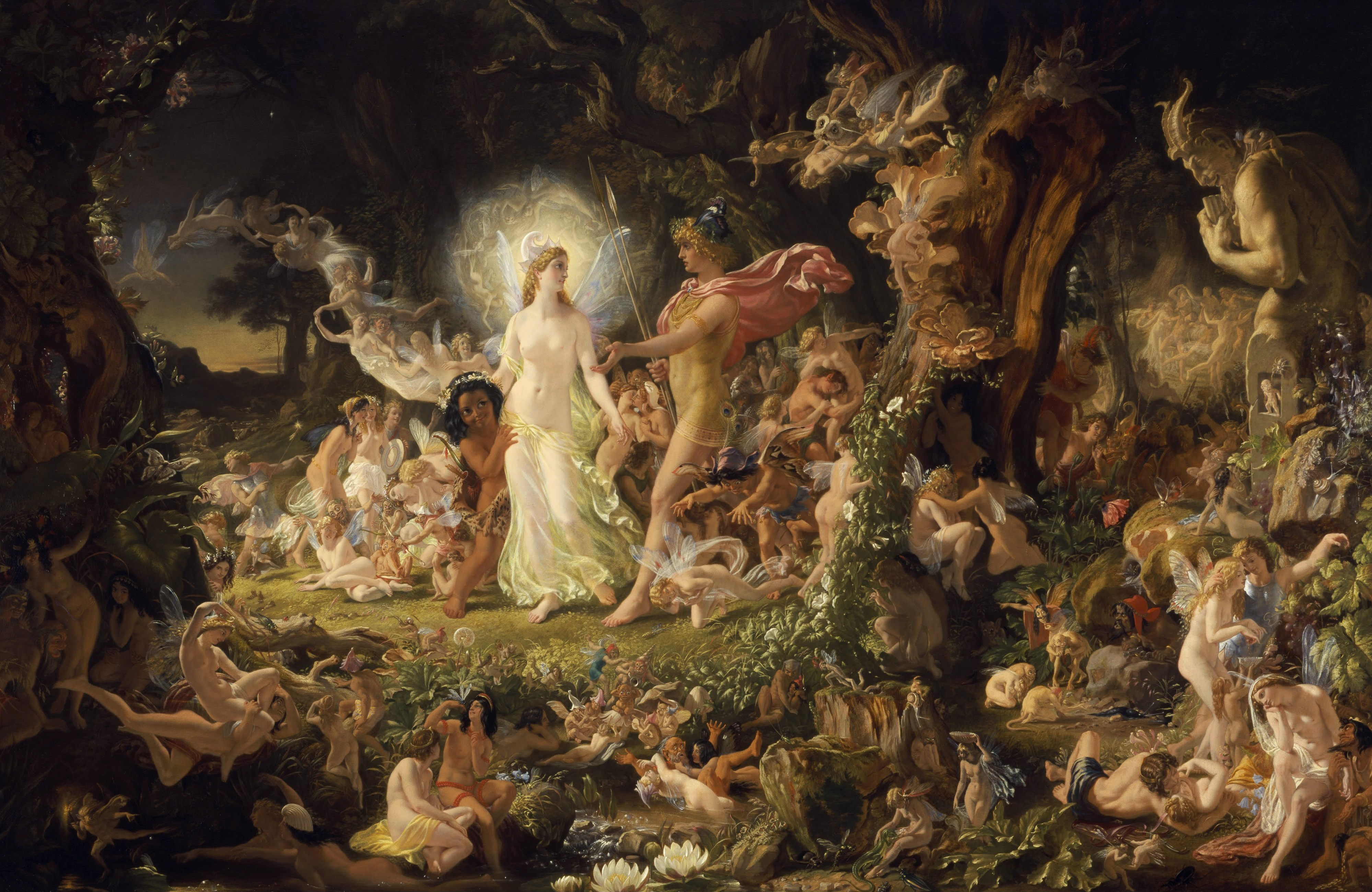
"La lite di Oberon e Titania" (tit. orig. The Quarrel of Oberon and Titania).

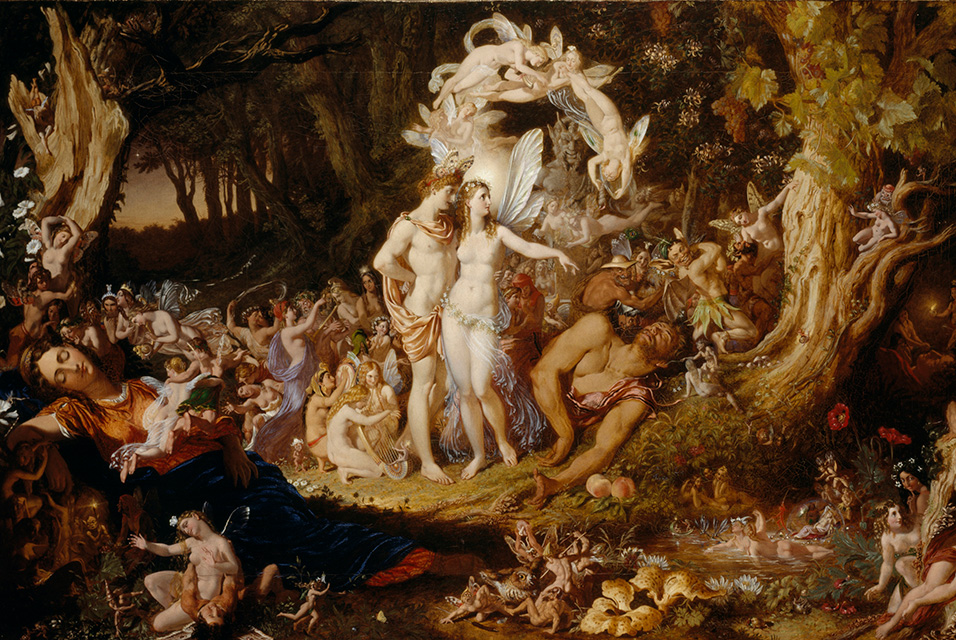
The Reconciliation of Titania and Oberon (1847).

Nato in una famiglia di tessitori che lavorava in particolare sete e damaschi, Joseph proseguì gli interessi della famiglia per un breve periodo finché le forti inclinazioni artistiche lo portarono a studiare, seppur per un breve periodo, alla Royal Academy di Londra nel 1843. 
Il suo stile pittorico è stato preraffaellita, riproducendo nella sua pittura soggetti storici, fiabeschi, allegorici e religiosi.